# 涼元悠一
涼元 悠一（すずもと ゆういち、1969年1月13日 - ）は、日本のシナリオライター、小説家。

## 来歴
静岡県清水市（現静岡市清水区）生まれ。静岡県立清水東高等学校卒業。1991年、短編「我が青春の北西壁」で集英社第16回コバルト・ノベル大賞大賞受賞。1992年3月、集英社コバルト文庫より『あいつはダンディ・ライオン』を発表。1998年、『青猫の街』が第10回日本ファンタジーノベル大賞優秀賞を受賞し、新潮社より刊行された。
その後『Kanon』に衝撃を受け、ビジュアルアーツに入社。keyの他にも大熊猫などのビジュアルアーツ系ブランドでシナリオを手がけた。『AIR』ではシナリオアシスタンス、『CLANNAD』ではサブシナリオを担当した。もともと、個人サイトで発表予定だった『planetarian 〜ちいさなほしのゆめ〜』では企画とシナリオを担当した。2006年12月には自身のサイトで一時掲載していたweb小説『ナハトイェーガー』を、GA文庫（ソフトバンククリエイティブ）より出版、ライトノベル再デビューを果たした。
2005年9月、ビジュアルアーツを退社し、アクアプラスに入社。主にシナリオを担当する。

## 作品リスト

### 小説

#### 単行本
- あいつはダンディ・ライオン ―藤丘学園新聞部（コバルト文庫〈集英社〉、1992年3月）
- 青猫の街（新潮社、1998年12月） - 第10回日本ファンタジーノベル大賞優秀賞
- ナハトイェーガー 〜菩提樹荘の闇狩姫〜（GA文庫〈ソフトバンククリエイティブ〉、2006年12月）
- planetarian 〜ちいさなほしのゆめ〜（VA文庫〈ビジュアルアーツ〉、2008年10月）
  - 雪圏球（スノーグローブ）
  - エルサレム
  - 星の人
  - チルシスとアマント

#### 短編
- 我が青春の北西壁（『コバルト・ノベル大賞入選作品集(8)』コバルト文庫〈集英社〉、1992年10月）
- 初空の章（『コンプティーク2000年12月号増刊 かのうぉ』角川書店、2000年12月）
- ワンピース（『Official Another Story CLANNAD 光見守る坂道で』メディアワークス、2005年11月 / KADOKAWA【新装版】、2020年4月）
- 停電の話（『万象』惑星と口笛ブックス、2018年12月）
- きつねのよめいり（『万象ふたたび』惑星と口笛ブックス、2021年2月）

#### web小説
- 海賊船ナプナコリ号の冒険（公式ウェブサイト[1]にて不定期連載11回、1999年2月1日 - 2003年8月3日、未完[注釈 1]）

### ゲーム
- AIR （2000年9月、シナリオ統括兼サブシナリオ）
- CLANNAD （2004年4月、サブシナリオ）
- planetarian 〜ちいさなほしのゆめ〜 （2004年11月、企画兼シナリオ）
- WHITE ALBUM -綴られる冬の想い出- （2010年6月、脚本協力）
- うたわれるもの 偽りの仮面 （2015年9月、シナリオ）
- うたわれるもの 二人の白皇 （2016年9月、シナリオ）
- うたわれるもの斬（2018年9月、シナリオ）
- planetarian -雪圏球-（2021年9月、シナリオ）

### その他
- ノベルゲームのシナリオ作成技法 （秀和システム、2006年8月）（第2版、2008年12月）